# Peruperu
La Peruperu è uno degli stili della Haka, la danza tipica della popolazione Maori, nativa della Nuova Zelanda.
La Peruperu è una variante di Haka tipica di guerra. 
Si usano delle armi durante la danza, ed è caratterizzata da un salto alto, a gambe ripiegate, alla fine del rituale. Questo salto è stato aggiunto dagli All Blacks, la nazionale di rugby neozelandese, alla fine della loro esibizione della Ka Mate, un altro stile di Haka, per rendere la loro esibizione più scenografica e impressionante.